# Jean Palerne
Jean Palerne, né en 1557 à La Fouillouse (Loire) et mort le 9 septembre 1592 à Orléans, est un gentilhomme forézien, écrivain, poète et voyageur du 16e siècle, connu pour le récit de son voyage en Orient (1581-1583) : Pérégrinations du S. Jean Palerne Forézien.... 

## Jeunesse
Né à La Fouillouse près de Saint-Étienne dans le département de la Loire, Jean Palerne serait le dernier-né du notaire Clément Palerne et d'Antoinette Guichard. Il fit des études sérieuses, comme en témoignent ses écrits ornés de citations latines. À 19 ans, il est secrétaire de François Duc d'Anjou & d'Alençon (quatrième fils du roi Henri II, frère d'Henri III) avec lequel il se rendit en diverses régions de France, en Angleterre et en Espagne, il est donc initié aux voyages dès sa jeunesse.

## Le voyage dans l'Empire ottoman
Le motif officiel de son voyage dans l'Empire ottoman est le pèlerinage à Jérusalem, il rapportera d'ailleurs comme témoignage de son passage dans la ville sainte le fameux certificat qui était remis aux pèlerins et dont il nous livre une copie dans son récit, par ailleurs, il avoue lui-même dans son récit une motivation moins religieuse : la curiosité de « veoir le pays ». Finalement nous pouvons avancer une autre cause, plus officieuse, qui apparait peut être quelquefois à mots couverts dans le récit : ce serait à la suite de la mort de sa maitresse, Madeleine Le Gentilhomme3, dont Palerne était éperdument amoureux, qu'il aurait décidé de voyager, d'abord en Espagne, ensuite, âgé seulement de 24 ans, au Levant où il circulera de 1581 à 1583. Ainsi, le voyage en Orient est peut-être un moyen de fuir la tristesse et d'oublier la déception amoureuse.

## Le récit du Voyage en Orient
D'après son projet d'écriture, Palerne rédige ce récit non dans l'idée d'une publication, mais il le destine plutôt à un cercle restreint de lecteurs, ses amis et ses proches :« … de tant de dangers, maladies, craintes & desespoirs seront exempt ceux de mes amis qui à leur ayse en lieu et seurté liront ces Observations : car à autres n'entends-je les communiquer. ». 
Pourtant, plus de dix ans après sa mort, en octobre 1606, son récit sera publié, par quelqu'un qui demeure inconnu, à Lyon chez l'éditeur Jean Pillehotte. Le manuscrit, dont est extrait le récit publié, porte la date de 1584, ainsi on peut imaginer que Jean Palerne écrit son voyage dès son retour alors que ces souvenirs étaient encore frais et son expérience encore vive. Mais, comme le fait remarquer d'Yvelise Bernard dans son Introduction au texte, nous ignorons si Palerne a rédigé son manuscrit lui-même ou s'il a fait appel au travail d'un scribe, de même -et c'est encore plus fondamental- nous ignorons s'il est l'auteur véritable du texte ou s'il fit appel aux services d'un écrivain professionnel.
On sait peu de chose de la vie de l'auteur à son retour d'Orient. En 1587, il est nommé Contrôleur des Trésoriers de France à Orléans où il meurt à l'âge de 35 ans, le 9 septembre 1592,. Il nous a laissé, outre son récit des Pérégrinations, un recueil de poèmes qui fut découvert par hasard dans un grenier du Forez. 

## Postérité
A l'Université Jean-Monnet-Saint-Étienne, le centre de recherche Jean Palerne, créé en 1973, accueille des enseignants-chercheurs en histoire antique, littérature et langues anciennes. Il organise des colloques internationaux et un séminaire de linguistique grecque.

## Œuvres
- Pérégrinations du S. Jean Palerne Forézien,… sur Gallica.fr